# La isla de los muertos (Böcklin)
La isla de los muertos (Die Toteninsel, en alemán) es una conocida serie de cuadros simbolistas del pintor suizo Arnold Böcklin.
Böcklin creó múltiples versiones del mismo cuadro, en el que se representa a un remero y a una figura blanca sobre una pequeña barca, cruzando una amplia extensión de agua en dirección a una isla rocosa. El objeto que acompaña a las figuras en la barca se identifica generalmente como un ataúd y al remero con Caronte, el barquero que en la mitología clásica conducía a las almas al Hades, por lo que el agua sería el río Estigia o el Aqueronte. El pasajero vestido de blanco sería un alma recientemente fallecida en tránsito hacia la otra vida.[cita requerida]
Böcklin nunca explicó el significado de su pintura; de hecho, el título de la obra no se debe a él, sino al tratante de arte Fritz Gurlitt, quien la bautizó así en 1883.
La primera versión del cuadro, que actualmente se encuentra en el Museo de Arte de Basilea, fue creada en Florencia en 1880 a petición de la princesa Marie Berna, que mandó a hacer la obra, diciendo que pintara algo que la hiciera soñar. Su marido, el doctor Georg Berna, había fallecido recientemente.
Otras versiones posteriores del cuadro se encuentran actualmente en Basilea, Berlín y Leipzig. La que existía en Róterdam fue destruida durante la Segunda Guerra Mundial.
La obra ha atraído la atención de muchas personas: Adolf Hitler, en particular, estaba obsesionado con el cuadro, una de cuyas versiones llegó a poseer. Freud, Lenin y Clemenceau, entre otros, tenían una reproducción en su oficina.

## Influencia de la obra

### Pintura
- El artista suizo H. R. Giger pintó una nueva versión del cuadro, titulada simplemente Böcklin.
- Førtifem ilustró la canción «L'Île des Morts» de Alcest, inspirada a su vez en este cuadro.

### Arquitectura
- El arquitecto francés Tony Garnier creó una isla de los muertos en un lago cerca de Lyon.

### Música
- El compositor romántico ruso Serguéi Rajmáninov compuso un poema sinfónico titulado igualmente La isla de los muertos (1908), op. 29, inspirado por este cuadro.
- El compositor alemán Max Reger puso el nombre de este cuadro al tercero de sus Cuatro poemas sinfónicos basados en Arnold Böcklin, op. 128.
- La agrupación de darkwave francesa Collection D'Arnell Andrea se basó en este cuadro para componer una canción incluida en su disco Exposition.
- Felix Woyrsh, compositor alemán, compuso tres fantasías Bocklin: La isla de los muertos, El eremita y Jugar con las ondas.
- Karl Weigl, compositor austro-americano igualmente escribió una obra pianística inspirado en este cuadro.
- Stéphane Neige Paut, de la agrupación de blackgaze francesa Alcest, compuso una canción llamada «L'Île des Morts» inspirada en este cuadro, incluida en su álbum Spiritual Instinct.
- 1000 Eyes, un grupo "bandcamp" indie el cual actuó y formó parte del OST (banda sonora oficial) del videojuego "SIGNALIS", inspirado en cierta filosofía del juego y basada en la misma obra de este cuadro, compuso el tema con el mismo nombre de esta obra "Die Toteninsel (Emptiness)".

### Literatura
- Roger Zelazny se basó en el cuadro como inspiración para el lugar de encuentro de los dos antagonistas mitológicos de su novela La isla de los muertos.
- La obra de teatro de August Strindberg La sonata de los espectros se cierra con una imagen de La isla de los muertos, uno de los cuadros favoritos del dramaturgo.
- «Hacia la isla» («Inselhin»), poema de Paul Celan.
- El poeta español Antonio Martínez Sarrión se basó en el cuadro como elemento central de su poema Cantil (1995).

### Cine
- En la película "Los cuentos de Hoffman (película)" (1951) dirigida por Michael Powell y Emeric Pressburger la barca se dirige a la isla con los cipreses, igual que en el cuadro.
- En la película estadounidense Dead Silence (2007) el protagonista llega a un paraje con un intencionado parecido con el cuadro (minuto 49' 30").
- Aunque no se verbaliza, es claramente el lugar en que se desarrolla El afinador de terremotos, la película de los hermanos Quay.[1]
- En la película Alien: Covenant (2017), el altar donde el androide David enterró a la arqueóloga Elizabeth Shaw tiene una inconfundible similitud con el cuadro.
- En la película La isla de los muertos (Isle of the Dead), de 1945, actuando Boris Karloff, aparece claramente en varias secuencias y la acción prácticamente transcurre en una isla semejante, con sepulcros excavados en la piedra.
- En la película El chico y la garza (The boy and the heron), de 2023, el propio director, Hayao Miyazaki, admitió la influencia del cuadro para crear varios escenarios de la cinta animada.

### Anime
- En el anime Kuroshitsuji, la isla de los muertos es un santuario para los demonios; en el ending 2, «Lacrimosa», se puede observar al mayordomo, Sebastian Michaelis, conduciendo a Ciel Phantomhive en un ataúd en una barca hacia la isla.
- En el anime XxXHolic, Yuuko Ichihara viaja a la isla, pero se desconoce la finalidad del viaje.

### Videojuegos
En el videojuego SIGNALIS se muestra y usa el cuadro (y sus variantes) durante toda la aventura para mostrar la naturaleza cíclica de su mundo, y dar a comprender la filosofía simbólica del videojuego.